# Вальтер Перес
Вальтер Перес  (ісп. Walter Pérez, 31 січня 1973) — аргентинський велогонщик, олімпійський чемпіон.

## Виступи на Олімпіадах
| Олімпіада    | Дисципліна                                      | Місце |
| ------------ | ----------------------------------------------- | ----- |
| Атланта 1996 | Індивідуальна гонка переслідування, 4000 метрів | 8     |
| Атланта 1996 | Командна гонка переслідування, 4000 метрів      | 14    |
| Сідней 2000  | Індивідуальна гонка переслідування, 4000 метрів | 8     |
| Сідней 2000  | Командна гонка переслідування, 4000 метрів      | 9     |
| Афіни 2004   | Медісон                                         | 9     |
| Пекін 2008   | Медісон                                         | 1     |